# Jan Koplowitz

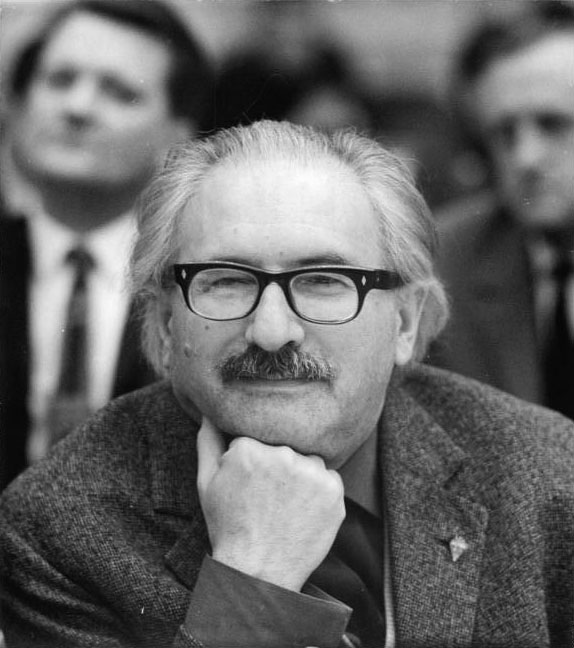
Jan Koplowitz auf der 1. DSV-Jahreskonferenz 1966

Jan Koplowitz (eigentlich Adolf Abraham Koplowitz; * 1. Dezember 1909 in Kudowa, Landkreis Glatz, Provinz Schlesien; † 19. September 2001 in Berlin) war ein deutsch-jüdischer Schriftsteller, Journalist und kommunistischer Funktionär.

## Leben

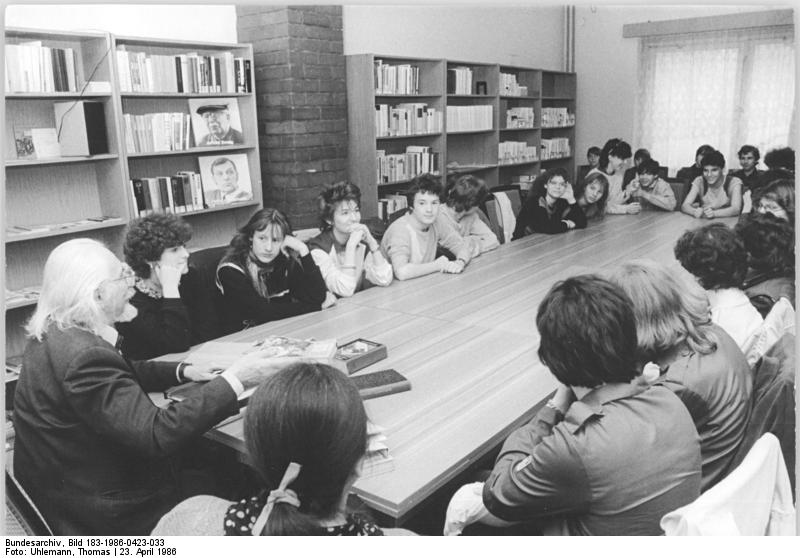
Koplowitz (links vorn) in einer Jugendstunde in der DDR 1986

Seine Eltern waren der Hotelbesitzer Benno Benjamin Koplowitz (* 27. Juni 1883 in Scharley, Landkreis Beuthen, Oberschlesien) und Ida Pollak (Polák) (* 1. Mai 1885 in Náchod, Böhmen). Sie hatten am 10. Februar 1909 in Tscherbeney geheiratet, dem damaligen Gemeindesitz von Kudowa. In Kudowa hatten Jans Großeltern Philipp Pollak (Filip Polák; * 11. Mai 1854 vermutlich in Náchod) und dessen Ehefrau Josefine, geb. Fleischer, bereits 1897 ein Anwesen erworben, auf dem sie das jüdische Logierhaus „Friedrichsruh“ eröffneten. Zunächst wurde es in „Hotel und Restaurant Austria“ umbenannt (heute an der ul. 1 Maja 6), in den 1920er Jahren in „Fremdenheim Salomon“ – Jan Koplowitz bezeichnet es in seinen Werken als „Hotel Bohemia“. Nach einem Umbau 1913 bestand das Logierhaus aus 16 Fremdenzimmern und einem Saal. Jans Vater verstarb am 12. Oktober 1919 in Kudowa. Er wurde auf dem Friedhof der Glatzer Synagogengemeinde beigesetzt. Jans verwitwete Mutter Ida heiratete in zweiter Ehe Eugen Salomon, der jedoch nach wenigen Jahren verstarb. Ida Koplowitz-Salomon musste 1938 das „Fremdenheim Salomon“ an die Gemeinde Kudowa verkaufen. Danach wohnte sie im jüdischen „Logierhaus Löwy“; im April 1939 verzog sie nach Berlin, wo sie in der Prenzlauer Str. 16 zur Untermiete wohnte. Am 3. Februar 1943 wurde sie mit einem Transport in das KZ Auschwitz-Birkenau deportiert und dort ermordet.
Jan Koplowitz, der als Adolf Abraham Koplowitz geboren wurde, besuchte den Cheder im nahen, jedoch schon in Böhmen gelegenen Náchod (seit 1918 Tschechoslowakei), danach die private und höhere Knaben- und Mädchenschule in Sackisch, das unmittelbar an Kudowa grenzt. Ab 1923 besuchte er die Eichendorff-Oberrealschule in Breslau, die er 1926 mit dem Abitur abschloss.
Nachdem er mit 16 Jahren einen Streik der Kurangestellten unterstützt hatte, wurde er von seinem bürgerlichen Elternhaus verstoßen. 1926 wurde er Mitglied des Kommunistischen Jugendverbands Deutschland und 1929 der KPD. Er schrieb für Arbeiterzeitungen und Songs und politische Revuen für Agitprop-Gruppen und trat 1930 dem Bund proletarisch-revolutionärer Schriftsteller bei. Egon Erwin Kisch und Ilja Ehrenburg wurden seine Lehrer, in deren Tradition er seine spätere Arbeit sah. Im Jahre 1931 wurde er Redakteur der Breslauer Arbeiterzeitung und Leiter der Agitprop-Gruppe „Roter Knüppel“, deren Texte er schrieb.
Nach der Machtergreifung durch die Nationalsozialisten emigrierte er 1933 in die Tschechoslowakei. In Nordböhmen betrieb er illegale Arbeit für die KPD. In Prag lebte er u. a. im Bärenhaus bei Egon Erwin Kisch. Im Prager Stadtteil Žižkov wurde er 1938 illegaler Parteiorganisator, nachdem die Parteileitung infolge des Münchener Abkommens 1938 nach England emigriert war. Nach der deutschen Besetzung von Prag im März 1939 floh Koplowitz über Polen nach Schweden und von dort nach Großbritannien. Dort lebte er von 1939 bis 1945 im Exil und heiratete eine österreichische Emigrantin, mit der er drei Kinder hatte. Er arbeitete in der Free German League of Culture in Great Britain und in Amateur-Theatergruppen.
Nach dem Zweiten Weltkrieg lebte er mit seiner zweiten Frau Babette (Betty), einer Tochter des Reformpädagogen Heinrich Deiters, in Ost-Berlin. Johannes R. Becher holte ihn ins Ministerium für Kultur, dort leitete er die Konzert- und Gastspieldirektion. In der Maxhütte Unterwellenborn gründete er einen Zirkel schreibender Arbeiter. Die Erlebnisse dort flossen in sein Buch „Unser Kumpel Max der Riese“ mit ein. Ebenso verwendete er seine Erlebnisse bei der Errichtung von Neustadt in der Taktstraße, einer offenen Reportage über den Aufbau von Plattenbauten.
In dem 1979 fertiggestellten und später verfilmten Roman Bohemia – mein Schicksal erzählt Koplowitz die Geschichte seiner Familie, die zu großen Teilen im Holocaust umgebracht wurde.

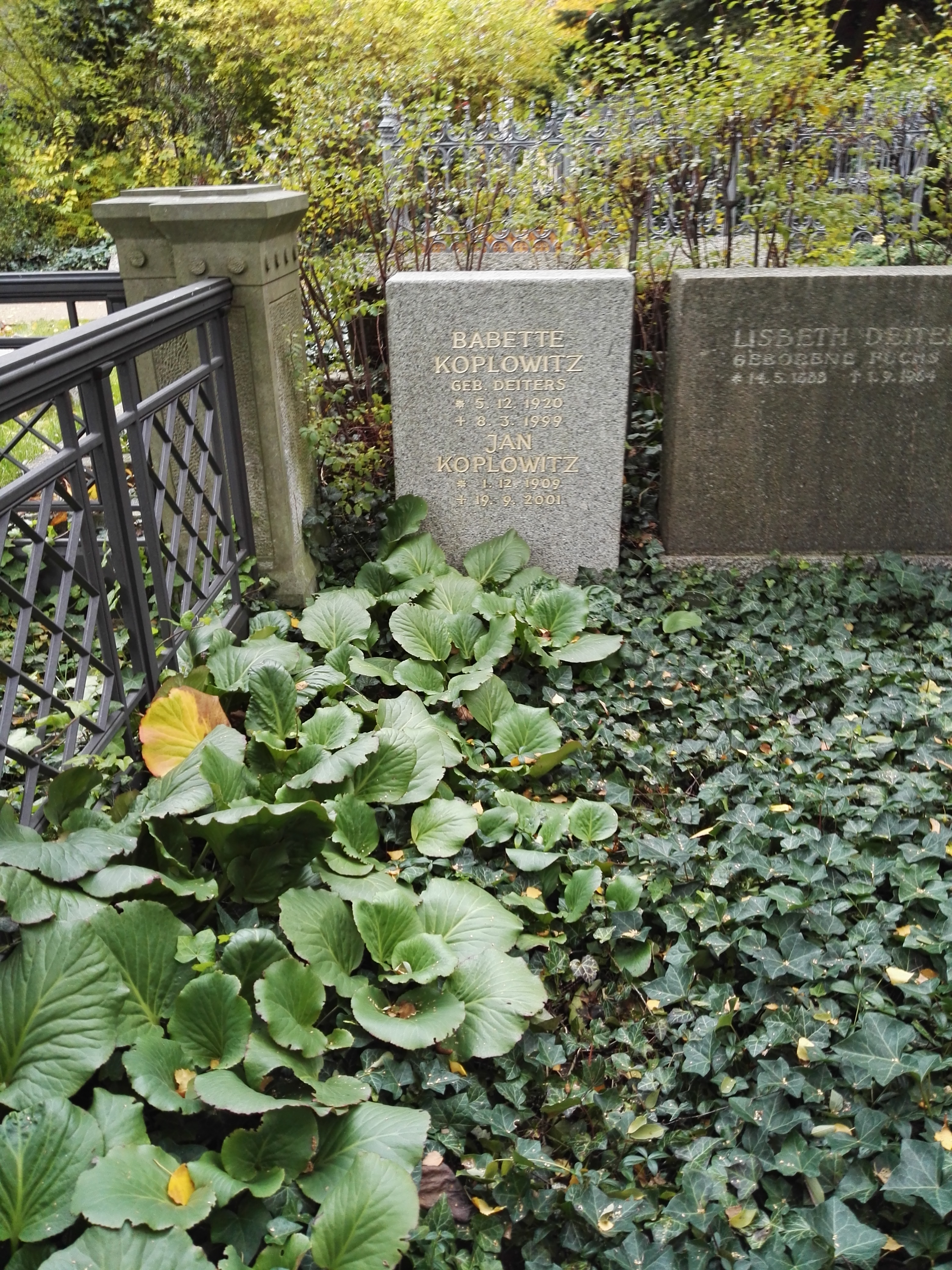
Grabstätte

Koplowitz’ Sohn Daniel war von 1977 bis 1989 in der Türkei wegen Drogenbesitzes in Haft. Bei seinen Bemühungen, ihn frei zu bekommen, sei er durch das Ministerium für Staatssicherheit dazu gedrängt worden, als Inoffizieller Mitarbeiter (IM) tätig zu werden, wie Koplowitz in seinem Buch Bestattungskosten angab. Als IM „Pollak“ hatte er Informationen zumindest über Joachim Seyppel weitergegeben. In Joachim Walthers Untersuchung Sicherungsbereich Literatur wird jedoch schon weitaus früher eine IM-Tätigkeit Koplowitz’ nachgewiesen. So zeigte er 1973 bei seinem Führungsoffizier polnische Jugendliche an, die auf dem Berliner Alexanderplatz „zionistische Lieder“ gesungen hätten, und beschwerte sich, dass die Kontakttelefonnummer im Ministerium für Staatssicherheit längere Zeit besetzt gewesen sei.
Er wurde auf dem Friedhof der Dorotheenstädtischen und Friedrichswerderschen Gemeinden in Berlin-Mitte bestattet.

## Darstellung in der bildenden Kunst der DDR
- Renate Niethammer: Jan Koplowitz und Frau (Öl auf Hartfaser, 90 × 86 cm, 1985; Kunstarchiv Beeskow)[8]

## Werke

### Bücher, Romane, Erzählungen
- 1948: Kultur auf der Spur. 14-teilige Reportage im Neues Deutschland
- 1954: Unser Kumpel Max, der Riese (Arbeiterlesebuch)
- 1956: Es geht nicht ohne Liebe (Erzählung)
- 1960: Glück auf, Piddl (Roman)
- 1963: Herzstation (Roman)
- 1965: Das Geschäft blüht (Roman)
- 1968: die taktstrasse (offene Reportage)
- 1971: Geschichten aus dem Ölpapier (autobiografische Erzählungen)
- 1972: Der Kampf um die Bohemia
- 1977: Die Sumpfhühner (Roman)
- 1979: Bohemia – mein Schicksal (Roman), Mitteldeutscher Verlag, ISBN 3-88680-025-3
- 1986: Der Unglückselige Blaukünstler (Roman)
- 1988: Karfunkel und der Taschendieb (Geschichten)[9]
- 1989: Das Brot der fremden Länder (Schilderungen der Zeit nach 1933)[10]
- 1994: Bestattungskosten (Geschichten, Balladen, Briefe)[6]
- 2001: Daniel in der Löwengrube (Vater-Sohn-Roman).[11]

### Filmographie
- 1952/1953: Jacke wie Hose (Drehbuch, Liedtexte)
- 1963: Koffer mit Dynamit (Drehbuch)
- 1963: Es geht nicht ohne Liebe (Drehbuch)
- 1963–1965: Drei Kriege (Fernsehserie 1963–1965)[12]
- 1966: Der Augenzeuge [Jg. 1966 / Nr. 046] (Mitwirkung)
- 1968: Im Zeichen der Öllampe (Kommentar)
- 1980–1982: Hotel Polan und seine Gäste (Drehbuch)

Er wirkte für weitere Filme, Fernseh- und Hörspiele; verfasste Lieder, Songs und Chansons.

### Übersetzungen aus dem Tschechischen
Sechs Gedichte von Jiří Suchý / Jiří Šlitr auf Durchschlagseiten, deutsch von Jan Koplowitz: Stille und Ruh’ (Ticho a klid), Kiki, Hochzeit (Svatba), Weis zog mich morgens mein Mütterlein an (Bíle mě matička oblékala), Warum Leute scheut ihr Liebe…, Es war einmal ein König (Byl jednou jeden král).

## Ehrungen
- Vaterländischer Verdienstorden
  - 1975: in Silber[14]
  - 1979: in Gold[15]
- 1980: Lion-Feuchtwanger-Preis[16]
- 1984: Ehrenspange zum Vaterländischen Verdienstorden in Gold[17]
- 2001: Ehrenbürger der Stadt Kudowa-Zdrój[18]